# 小金井アートフル・アクション
小金井アートフル・アクション（こがねいあーとふる・あくしょん）は、東京都小金井市が推進している小金井市芸術文化振興計画推進事業の総称。小金井アートフル・アクション実行委員会が活動母体。

## 概要
- 活動開始 - 2009（平成21）年4月
- 所在地 - 東京都小金井市本町6-5-3　シャトー小金井　2F

## 事業内容

### 管理・運営施設
- シャトー2F（イベントスペース）（カフェ）

### 主な制作・実施事業
- 小金井110人のストーリー
- 植物になった白線

## 沿革
- 1992年　小金井市文化のまち創り市民会議が「文化のかおる美しい町小金井をめざして」を提出
- 2006年　中村研一記念美術館が市へ寄贈されはけの森美術館になる
- 2007年　小金井市芸術文化振興条例制定
- 2009年3月　小金井市芸術文化振興計画策定
- 2009年4月　小金井アートフル・アクション！がスタート
- 2012年1月　小金井アートフル・アクション！の実行委員が中心となって、NPO法人アートフル・アクションを設立